# Теплень (Тверская область)
Теплень — деревня в Пеновском районе Тверской области.

## География
Находится в западной части Тверской области на расстоянии приблизительно 18 км на север по прямой от районного центра поселка Пено на восточном берегу озера Вселуг.

## История
Деревня была показана на карте 1825 года. В 1859 году здесь было учтено 7 дворов, в 1939 — 34. До 2020 года входила в Заёвское сельское поселение (Тверская область) Пеновского района до их упразднения.

## Население
Численность населения: 61 человек (1859 год), 9 (русские 100 %) 2002 году, 1 в 2010.